# D-Netz

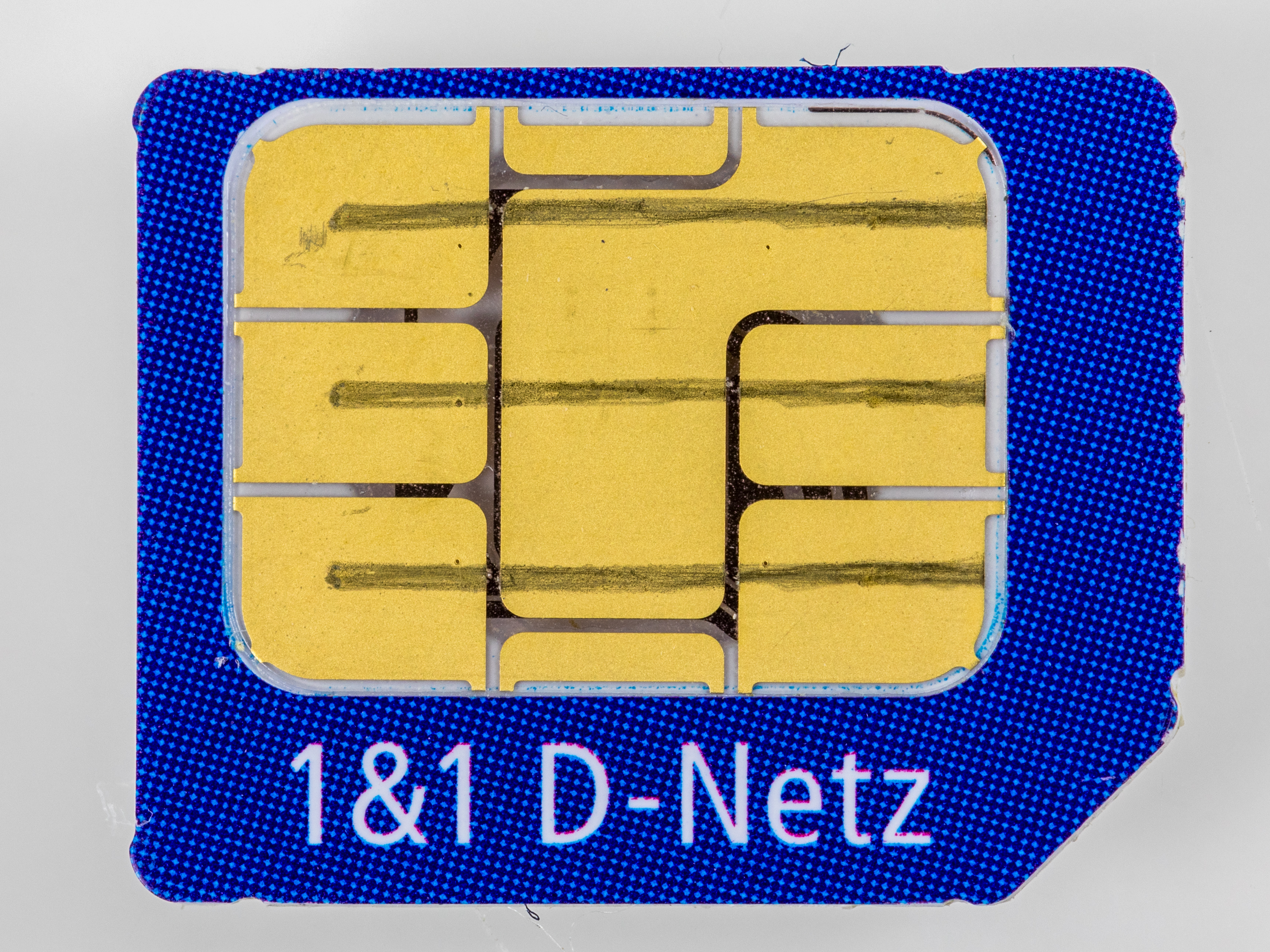
SIM-Karte für das D-Netz von 1&1

Das D-Netz (Funktelefonnetz-D) ist ein in Deutschland mehrdienstfähiges (Übertragung von Sprache, Text und Daten), zellulares, digitales Mobilfunksystem im GSM-900-Frequenzbereich mit grenzüberschreitenden Nutzungsmöglichkeiten, das auf dem europäischen GSM-Standard basiert und nach A-, B- und C-Netz der Deutschen Bundespost eingeführt wurde. In Österreich war das D-Netz ein analoges Mobilfunknetz.

## Übersicht
Der GSM-Standard wurde im Jahr 2005 von mehr als 200 Staaten weltweit unterstützt. Durch sogenannte Roamingabkommen wurde es möglich, grenzüberschreitend in mehr als 130 Ländern weltweit mit dem gleichen Mobiltelefon telefonieren und erreichbar sein zu können. In Deutschland wurden die D-Netze mit digitalisierter Übertragung von Funktelefonaten im Juli 1992 eingeführt. Europaweit wurden 10 Mio. Teilnehmer erwartet. Das 1990 in Österreich eingeführte D-Netz war analog und nicht zum deutschen kompatibel.

## Länderspezifika

### Deutschland
Das D-Netz bezeichnet in Deutschland ein digitales, telefonieorientiertes Mobilfunknetz nach GSM-Standard im 900-MHz-Bereich, das im Jahre 1991 eingerichtet wurde.

#### Geschichte
1982 wurde die Groupe Spécial Mobile (GSM) gegründet, die für Europa ein einheitliches digitales Mobilfunksystem entwickeln sollte. Als sich Ende der 1980er Jahre die praktische Umsetzung des Standards abzeichnete, wurde in Deutschland vom Postminister Christian Schwarz-Schilling entschieden, dass neben der Bundespost auch ein privater Anbieter eine Lizenz für den Betrieb eines Netzes des GSM-Standards erhalten sollte. In dem Ausschreibungsverfahren wurde festgelegt, dass zwischen beiden Betreibern faire Wettbewerbsbedingungen bestehen sollten. Insgesamt zehn Firmen bewarben sich um die Lizenz, die am 7. Dezember 1989 schließlich an ein Konsortium unter Führung des Mannesmann-Konzerns vergeben wurde, das nach Meinung des Lenkungsausschusses Mobilfunk den leistungsfähigsten Bewerber darstellte. An diesem Konsortium beteiligt war die Deutsche Genossenschaftsbank, der britische Konzern Cable & Wireless, das französische Versorgungsunternehmen Lyonnaise des Eaux, der US-Konzern Pacific Telesis und der Zentralverband des Kfz-Handwerks sowie der Zentralverband des Elektrohandwerks. Damit entstand zum ersten Mal in der Geschichte des bundesdeutschen Telekommunikationsmarktes eine Konkurrenzsituation. Beide Konkurrenten waren hinsichtlich der Preisgestaltung völlig frei.
Technische Voraussetzung war der flächendeckende Aufbau von digitalen Vermittlungsstellen, die von Mannesmann mitbenutzt werden durften. Nach der Wiedervereinigung wurden die Lizenzen auf das Gebiet der ehemaligen DDR ausgeweitet.
Nach einer einjährigen Versuchsphase wurde der Regelbetrieb am 1. Juli 1992 gestartet. Als unmittelbarer Nachfolger des C-Netzes erhielt das neue Netz die Bezeichnung „D-Netz“.

##### D1-Netz
Das D1-Netz war das Mobilfunksystem der Telekom Deutschland (vorherige Namen: T-Mobile; DeTeMobil), das nach Aussage des Betreibers „nahezu abhörsicher“ ist. Daher wurden die Betreiber der digitalen D-Netze von der Bundesregierung gezwungen, eine Abhörschnittstelle für die „Dienste“ zu programmieren. Seit 1995 bietet das T-MobilNet einen „Global-Roam“-Service; durch eine Kooperation mit dem US-amerikanischen Mobilfunkanbieter GTE sind D1-Kunden in den USA und in Kanada mit einem gesonderten Endgerät unter ihrer gewohnten D1-Rufnummer erreichbar. Im April 1993 nannte die Telekom 130.000 Teilnehmer.

##### D2-Netz
Das D2-Netz (D2 privat) war das Mobilfunksystem der Mannesmann Mobilfunk später Vodafone D2. Es war das erste Telefonnetz eines privaten Anbieters, der als Konkurrent zur Bundespost Telekom auftrat. Auf der CeBIT 1991 kündigte die Firma das digitale Netz D2 privat an, das planmäßig ab 1992 zur Verfügung stand. Die Mobiltelefone wurden zunächst über Fernsehhändler und Kaufhäuser zu einem Preis von knapp unter 3.000 DM angeboten. Mit etwa 200 Antennenstationen war D2 zunächst in einigen bundesdeutschen Großstädten wie Hamburg, Bremen, Hannover, Frankfurt am Main und Stuttgart präsent. Ende 1992 erreichte das D2-Netz 80 Prozent Deutschlands. Die Gebühren lagen unter denen des bestehenden Funktelefonnetzes (C-Netz) der Post.

##### E-Netz
Das E-Netz war ab 1994 das Mobilfunknetz von E-Plus (E1-Netz) und O2 (E2-Netz). 1994/95 setzte daher ein erheblicher Preisverfall bei den D1-Endgeräten sowie bei der Tarifstruktur ein (Preisreduzierung von 1992 bis 1993: etwa 40 %). Ende 2002 waren im gesamten deutschen Mobilfunk (inkl. D-Netz) 59,13 Mio. Teilnehmer angemeldet. Davon waren 24,58 Mio. im D1-Netz, 22,70 Mio. im D2-Netz, 7,27 Mio. im E1-Netz und 4,58 Mio. im E2-Netz unter Vertrag. Bis Ende 2006 stieg die Teilnehmeranzahl auf 85,65 Mio., so dass erstmals eine Penetrationsrate von mehr als 100 % erreicht wurde. Davon waren 31,40 Mio. im D1-Netz, 30,60 Mio. im D2-Netz, 12,65 Mio. im E1-Netz und 11,00 Mio. im E2-Netz unter Vertrag.
2006 bekamen E-Plus und O2 von der Bundesnetzagentur D-Netz-Frequenzen im sogenannten E-GSM-Frequenzband zugeteilt, die vorher für das Militär reserviert waren. E-Plus belegte dabei im Downlink den Frequenzbereich 925–930 MHz. Im Gegenzug für die Zuteilung der D-Netz-Frequenzen gaben E-Plus und O2 einen Teil der E-Netz-Frequenzen zurück. Auch die D-Netze erhielten zur Kapazitätserhöhung zusätzlich E-Netz-Frequenzen, so dass eine strikte Systemtrennung zwischen D- und E-Netz nach Frequenzbändern nicht mehr gegeben war.

### Österreich
In Österreich war das D-Netz ein analoges Mobilfunknetz nach dem E-TACS-Standard im 900-MHz-Frequenzbereich, das von der Post und später – nach Umgründung – der Mobilkom angeboten wurde. Es wurde 1990 eingeführt und am 28. Februar 2002 abgeschaltet. Teilnehmer waren unter der Vorwahl (0)663 und einer 6- oder 7-stelligen Nummer erreichbar, wählten keine Verkehrsausscheidungsziffer in die inländischen Netze und mussten auch ins eigene Netz „663“ vorwählen. Deshalb war es möglich, dass zuletzt Teilnehmernummern mit führender „0“ vergeben werden.
Die Handgeräte waren anfangs etwa 1 kg schwer und zuletzt – zumindest mit Slim-Akku – schon etwa 250 g leicht und damit brusttaschengängig. Antennen standen aus dem Gerät deutlich heraus, wurden für bessere Funkverbindung entweder mit der zweiten Hand 5 cm links oben am Gerät ausgezogen oder mit dem Mittelfinger der rechten Hand beim Umfassen von der linken Seite des Geräts nach oben geschwenkt. Letztere Konstruktion machte erstmals einhändige Bedienung praktikabel, etwa während Rad- oder Autofahrens mit der anderen Hand. Die Endgeräte mussten mangels einer SIM-Karte durch den Händler auf die Teilnehmernummer programmiert werden.
Geräte des Vorgängers C-Netz waren um 1987 tragbar und autonom geworden. Der mit Akku 4 kg schwere und etwa 25 × 25 × 15 cm kleine Koffer „Schrack hotline“ mit obenliegenden Tragegriff sowie abnehmbarem Hörer am Spiralkabel konnte etwa im Fußraum vor dem Beifahrersitz lose oder in eine Aufnahme abgestellt werden. Noch früher waren Geräte mehrteilig und zumeist in Autos fest montiert: Außenantenne, Hörer mit Spiralkabel auf Ablage (das alphanumerische Display war typisch einzeilig und aus roten LED-Pixeln) montiert etwa im Bereich Armaturenbrett oder zwischen den Vordersitzen, die Sender-Hardware war ein einige Liter großer und mehrere Kilogramm schwerer Block, der typisch im Kofferraum eingebaut und vom Autoakku mitversorgt wurde. Hohe Verbindungsgebühren auch für eingehende Gespräche (wie später auch noch für das österreichische D-Netz) ließen Gespräche entsprechend kurz ausfallen.
Weil die C-Mobiltelefone zumeist in Autos, etwa von Pressefotografen, verbaut worden sind, wurde der Begriff „Autotelefon“ – etwa im Amtlichen Telefonbuch – auch noch vielfach für Anschlüsse des D-Netzes verwendet, die bald nicht mehr in Autos montiert und mit abnehmendem Gewicht auch zunehmend weniger autogebunden verwendet wurden.
Das digitale GSM-Netz wurde in Österreich 1993 unter der Bezeichnung E-Netz eingeführt, dieser Begriff wird allerdings nicht mehr verwendet. Verwechslungen mit dem deutschen D-Netz sind möglich, jedoch handelt es sich beim österreichischen D-Netz um ein mit dem deutschen C-Netz vergleichbares, analog funkendes Netz.

### Schweiz
Der kommerzielle Start des digitalen GSM-Netzes in der Schweiz erfolgte im März 1993 unter der Bezeichnung NATEL D. Die heute noch beständige Vorwahl 079 wurde eingeführt. Das D-Netz wurde in der Schweiz zuerst in den Schweizer Ballungszentren und entlang der wichtigsten Achsen aufgebaut. Erste internationale Roamingverträge mit ausländischen Netzbetreibern in Dänemark, Finnland, Norwegen, Schweden, Deutschland, Italien und Frankreich wurden abgeschlossen.